# Pamięć rekonstrukcyjna
Pamięć rekonstruktywna – proces poznawczy, polegający na zniekształceniu zdarzenia zapisanego w pamięci człowieka poprzez inne zdarzenie mające miejsce po zdarzeniu zniekształcanym. Zdarzenie zniekształcane zostaje uszkodzone w wyniku zdarzenia, które następuje już po zniekształcanym. Najczęściej jest to silne przeżycie emocjonalne.
Pamięć rekonstruktywna to główny obszar badań psychologii zeznań świadków.